# Маслах, Кристина
Кристина Маслах(англ. Christina Maslach; 21 января 1946, Сан-Франциско, США) — американский социальный психолог, профессор психологии и ведущий научный сотрудник Университета Беркли в Калифорнии. Наиболее известна своими исследованиями синдрома профессионального выгорания. Является одним из авторов многофакторной теории выгорания и соответствующего опросника «Опросник выгорания Маслах» (в соавторстве с Сьюзан Е. Джексон).

## Биография
Кристина Маслах родилась 21 января 1946 года в Сан-Франциско в семье Джорджа Дж. Маслах и Дорис А. Маслах (в девичестве — Кунео). Джордж Маслах являлся авиационным инженером и проректором по исследованиям и академическим вопросам Калифорнийского университета. Дорис Маслах (Кунео) была общественным деятелем и одной из немногих на тот момент женщин, получивших степень бакалавра по математике в Калифорнийском университете. Супруги совместно занимались политическим активизмом, одними из первых выступая против сегрегации в школах Беркли в 1950-х годах. Маслах имеет польские корни по отцовской линии и итальянские — по материнской.
Кристина Маслах получила степень бакалавра с отличием в Колледже Рэдклифф в 1967 году, а в 1971 году — степень доктора философии по психологии в Стэнфордском университете. После окончания университета начала свою работу в Университете Беркли.
Кристина Маслах является ведущим специалистом в области профессионального выгорания. Начиная с 1978 года, ею были написаны десятки работ, посвящённых этой теме. В 1981 году, совместно с Сьюзан Джексон, создала инструмент для измерения эмоционального выгорания, названный «Опросник выгорания Маслах». Опросник, изначально созданный для диагностики выгорания среди работников сферы услуг, впоследствии был адаптирован для медицинских работников, работников в сфере образования и студентов. Также существует общий опросник выгорания Маслах.
В 2019 году Всемирная организация здравоохранения, опираясь на работы Кристины Маслах, включила профессиональное выгорание в 11 пересмотр Международной классификации болезней (МКБ-11) в качестве болезненного состояния, обусловленного профессией.

## Научная деятельность
Научными интересами К. Маслах являются профессиональное выгорание, развитие личности и социальное влияние, а также психология здоровья. Кристина Маслах является ведущим специалистом по профессиональному выгоранию и занимается разработкой данной проблемы уже более 40 лет.
К. Маслах, в соавторстве со Сьюзан Е. Джексон, является разработчиком многофакторной теории выгорания. Согласно данной теории, профессиональное выгорание является не единым психологическим феноменом, а синдромом, включающим в себя три основных симптома: эмоциональное истощение, деперсонализация (или цинизм) и редукция профессиональных достижений. Эмоциональное истощение характеризуется упадком физических и психических сил, потерей интереса к своей работе, быстрой утомляемостью и апатией. Деперсонализация, понимаемая здесь в ином значении, нежели чем в клинической психологии, характеризуется восприятием людей на работе (коллег, клиентов, начальства) не как личностей, а как «объектов»: происходит обесценивание их личностных качеств, отчего в поведении все чаще прослеживаются циничные, нигилистские паттерны, человек становится более равнодушным к страданиям другого, раздражительным и агрессивным по отношению к другим людям. Под редукцией личных достижений понимается восприятие себя несостоявшимся как профессионал, обесцениваются все предыдущие достижения в работе, снижается продуктивность: человек считает себя некомпетентным в решении профессиональных задач.
На основе многофакторной теории выгорания совместно с Сьюзан Е. Джексон был разработан опросник MBI (Maslach Burnout Inventory), адаптированный на русский язык российскими психологами Н. Е. Водопьяновой и Е. С. Старченковой.
Впоследствии, в соавторстве с М. Лейтером и В. Шауфелли, К. Маслах внесла в модель широкий спектр ситуационных коррелятов, предложив шесть областей рабочей жизни, которые непосредственно связаны с разными компонентами выгорания — это рабочая нагрузка, контроль, вознаграждение, коллектив, справедливость и ценности. Данная модель фокусируется на степени соответствия и несоответствия между человеком и шестью областями рабочей среды. Согласно этой модели, чем выше рассогласование, тем больше вероятность возникновения профессионального выгорания.

## Участие в Стэнфордском тюремном эксперименте
Кристина Маслах является женой американского социального психолога Филипа Зимбардо, известного организацией Стэнфордского тюремного эксперимента. Маслах была членом комиссии по условно-досрочному освобождению участников эксперимента, начиная с четвертого дня проведения эксперимента. Ей, как и другим членам комиссии, в основном состоявшей из аспирантов и некоторых коллег Зимбардо, предстояло оценивать персонал, заключенных и охранников тюрьмы, поэтому о деталях эксперимента она ничего не знала. На пятый день Зимбардо попросил Маслах провести интервью с участниками исследования, для чего ей было необходимо спуститься в место проведения эксперимента (в подвал Стэнфордского университета).

Кристина Маслах, по собственным воспоминаниям, была ошеломлена ситуацией, сложившейся в подвале Стэнфорда и достаточно категорично сообщила об этом Филипу Зимбардо, с которым на тот момент уже состояла в романтических отношениях. 
… у меня произошла очень сильная эмоциональная вспышка (обычно я веду себя сдержанно). Я злилась и была напугана. Я начала плакать. Я сказала что-то вроде: «То, что ты делаешь с этими мальчишками, — это ужасно!»
Стэнфордский тюремный эксперимент досрочно был завершен на шестой день проведения. Решающую роль в этом сыграла Кристина Маслах, единственная из принимавших участие в проведении исследования усомнившаяся в его этичности.

## Награды и признание
Национальное признание Кристина Маслах получила в 1997 году вместе со званием «Профессор года» — наградой, присуждаемой Фондом Карнеги и Советом по развитию и поддержке образования (CASE). Кристина Маслах являлась главой Западной Психологической Ассоциации (WPA) в 1988—1989 годах, а также в 2020 году, когда организация праздновала свой 100-летний юбилей.
В Университете Беркли Кристина Маслах была награждена за Выдающиеся заслуги в преподавании (The Distinguished Teaching Award), За заслуги перед факультетом (The Faculty Service Award), а также дипломом Беркли (высшая награда Калифорнийского университета).
- NAS Award for Scientific Reviewing (2020)

## Избранные работы
- Maslach, C. (1978). Job burnout: How people cope. Public Welfare, 36(2), 56-58.
- Maslach, C., & Jackson, S. E. (1981). The measurement of experienced burnout. Journal of organizational behavior, 2(2), 99-113.
- Leiter, M. P., & Maslach, C. (1988). The impact of interpersonal environment on burnout and organizational commitment. Journal of organizational behavior, 9(4), 297—308.
- Maslach, C. (1993). Burnout: A multidimensional perspective.
- Maslach, C., Schaufeli, W. B., & Leiter, M. P. (2001). Job burnout. Annual review of psychology, 52(1), 397—422.
- Maslach, C. (2003). Burnout: The cost of caring. Ishk.
- Maslach, C., & Leiter, M. P. (2008). Early predictors of job burnout and engagement. Journal of applied psychology, 93(3), 498.
- Maslach, C., & Leiter, M. P. (2008). The truth about burnout: How organizations cause personal stress and what to do about it. John Wiley & Sons.
- Montgomery, A., Panagopoulou, E., Esmail, A., Richards, T., & Maslach, C. (2019). Burnout in healthcare: The case for organizational change. The BMJ, 366:14774 (1-5).
- Maslach, C., & Leiter, M. P. (2021). Burnout: What it is and how to measure it. In Harvard Business Review, HBR guide to beating burnout (211—221). Boston MA: Harvard Business Review Press